# 6. Unterseebootsflottille
De 6. Unterseebootsflottille, vaak ook Unterseebootsflottille Hundius genoemd, was een flottielje U-boten van de Duitse Kriegsmarine. De operationele eenheid U-boten van de Kriegsmarine werd in oktober 1938 opgericht. Bevelhebber van de eenheid was Werner Hartmann. De bijnaam was te danken aan de marineofficier Paul Hundius, die in de Eerste Wereldoorlog veel successen boekte in de UB 103.
In totaal behoorden 91 U-Boten tijdens het bestaan van de eenheid tot de 6. Unterseebootsflottille. Het hoofdkwartier was gevestigd te Kiel. In december 1939 werd de eenheid ontbonden, maar in juli 1941 weer heropgericht. Ook toen was het aanvankelijk in Kiel gevestigd, maar al in augustus 1941 werd het hoofdkwartier overgeplaatst naar Danzig. Daar deed het dienst als trainingseenheid. In februari 1942 werd het flottielje overgeplaatst naar de Franse havenstad St. Nazaire, vanwaar het als gevechtseenheid op de Atlantische Oceaan opereerde. In augustus 1944, na de geallieerde landing in Frankrijk, werden de resterende U-boten overgebracht naar de nog veilige Noorse havens. In augustus 1944 werd de 6. Unterseebootsflottille officieel ontbonden.

## Commandanten
- Oktober 1938 - december 1939 - Korvettenkapitän Werner Hartmann[1]
- September 1941 - oktober 1943 - Korvettenkapitän Wilhelm Schulz[1]
- November 1943 - augustus 1944 - Kapitänleutnant Carl Emmermann[1]

## U-boten
U-37, U-38, U-39, U-40, U-41, U-42, U-43, U-44, U-87, U-136, U-209, U-223, U-226, U-228, U-229, U-251, U-252, U-253, U-260, U-261, U-264, U-269, U-270, U-277, U-290, U-308, U-312, U-335, U-337, U-340, U-356, U-357, U-376, U-377, U-380, U-385, U-386, U-404, U-405, U-411, U-414, U-417, U-436, U-437, U-445, U-456, U-457, U-465, U-477, U-585, U-586, U-587, U-588, U-589, U-590, U-591, U-592, U-598, U-608, U-609, U-610, U-614, U-616, U-623, U-626, U-627, U-640, U-642, U-648, U-655, U-658, U-666, U-668, U-672, U-673, U-675, U-680, U-703, U-705, U-742, U-756, U-757, U-758, U-766, U-964, U-967, U-972, U-981, U-982, U-986, U-999

## Organisatie
De 6. Unterseebootsflottille maakte deel uit van de Führer der Unterseeboote West (F.d.U. West), dat was gevestigd in Parijs. Naast de 6. Unterseebootsflottille maakte ook de volgende eenheden deel uit van de F.d.U. West:
- 1. Unterseebootsflottille, met het hoofdkwartier in Brest
- 2. Unterseebootsflottille, met het hoofdkwartier in Lorient
- 3. Unterseebootsflottille, met het hoofdkwartier in La Rochelle
- 7. Unterseebootsflottille, met het hoofdkwartier in St. Nazaire
- 9. Unterseebootsflottille, met het hoofdkwartier in Brest
- 10. Unterseebootsflottille, met het hoofdkwartier in Lorient
- 12. Unterseebootsflottille, met het hoofdkwartier in Bordeaux